# Raffturm
| Raffturm · Karte Braunschweigs mit dem Verlauf der Landwehr. |

| Raffturm · Ämteratlas des Fürstentums Braunschweig-Wolfenbüttel von Gottfried Mascop, 1574. |

Der Raffturm war einer von sieben Wehrtürmen der Braunschweiger Landwehr, der mittelalterlichen, äußeren Befestigung der Stadt Braunschweig. Er befand sich etwa fünf Kilometer  westlich der damaligen Stadttore, an der heutigen Hannoverschen Straße (Bundesstraße 1) im Stadtbezirk Lehndorf-Watenbüttel.

## Geschichte
Die erste urkundliche Erwähnung erfolgte im Jahr 1228 als „Rafhoue“ (Raffhof), als die Braunschweiger Patrizierfamilie von Luckenum ein Allodialgut vom Kloster Dorstadt (ca. 7 km südlich der Stadt Wolfenbüttel) als Lehen erhielt. Im Jahr 1260 erwarb das Braunschweiger Kreuzkloster Hof und Ländereien und nutzte sie als Vorwerk.
Nachdem der Rat der Stadt im Jahr 1376 beschlossen hatte, mit der Landwehr einen äußeren Verteidigungswall im Braunschweiger Umland weit vor den eigentlichen Befestigungsanlagen der Stadt zu errichten, wurde der Wehrturm um 1388 oder 1391 erbaut. Der Turm sollte die wichtige Handelsstraße, die heutige Bundesstraße 1, zwischen den Städten Braunschweig und Hildesheim sichern. Im 17. Jahrhundert erhielt der Raffturm das Krugrecht zur gewerblichen Bewirtung von Gästen.
Ende des 18. Jahrhunderts verlor die Landwehr ihre militärische Bedeutung. Die Wehrtürme, auch der Raffturm, wurden geschleift. Die Nebengebäude gingen in Privateigentum über und dienten als Gastwirtschaft und landwirtschaftliche Gebäude. Bereits zu Beginn des 19. Jahrhunderts wird der Raffturm in der Gemarkung Lehndorf nur noch als ein isoliert stehendes Wirtshaus mit einer Schäferei beschrieben. Das heutige Raffturmgebäude, um 1780 errichtet, wurde bis etwa 2005 als Gasthaus genutzt.

Der Raffturm um 1839, Stich von Wilhelm Pätz (1800–1856)
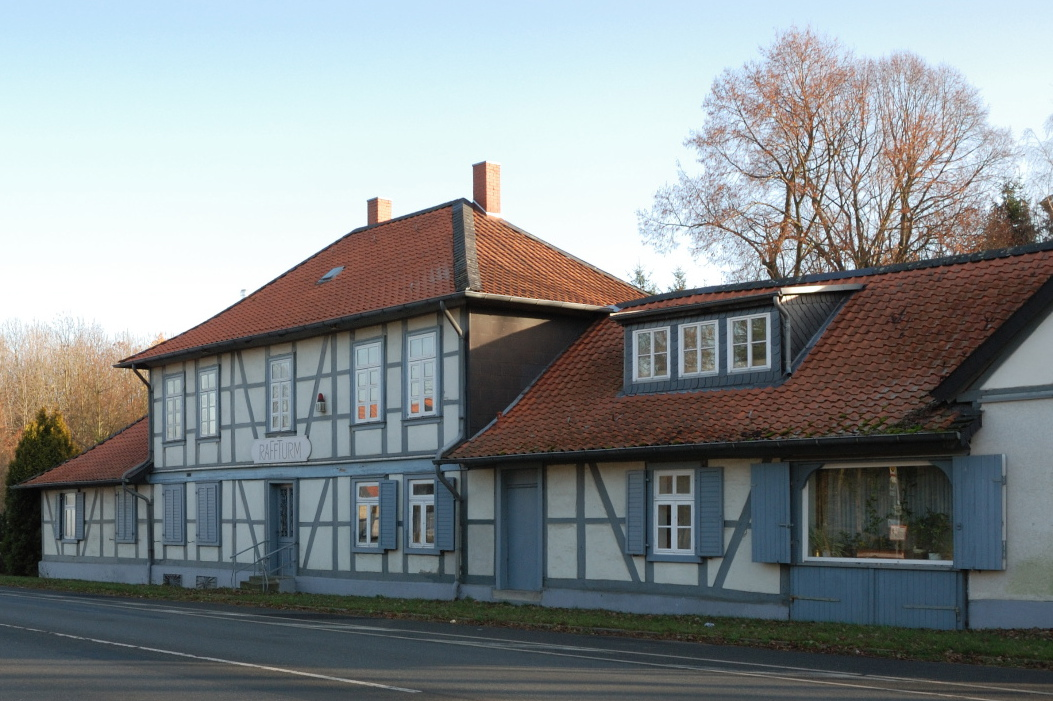
Der Raffturm im November 2011
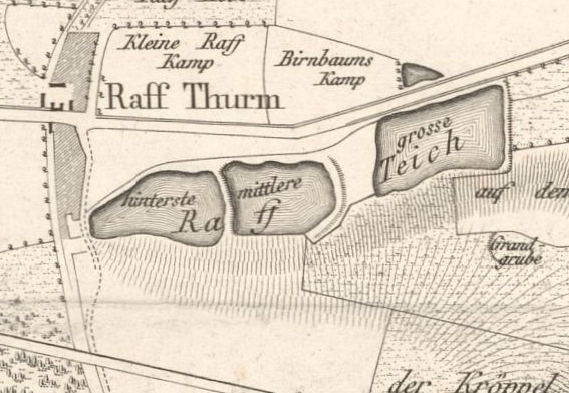
Der Raffturm auf einer Karte der Stadt Braunschweig aus dem Jahre 1835